# 豪伊马什
豪伊马什，是匈牙利绍莫吉州所辖的一个村。总面积11.11平方公里，总人口243，人口密度21.9人/平方公里（2011年1月1日）。